# Широколъшки снежник
Широколъшки снежник (до 29 юни 1942 г. Широколъшки Карлък, до 27 април 1945 г. Орфей) е вторият по височина връх в Родопите (2188 м), след Голям Перелик. Разположен е в западния дял на планината, в землището на село Мугла. Широколъшкият снежник е изграден от вулканични скали, склоновете му са покрити с иглолистни гори, а билото му е голо. На самия връх има мраморна плоча, върху която е изписано „връх Орфей 2188 м. Д.В. от 29 юни 1942 г.“, въпреки че официалното картографско име на върха е Широколъшки снежник.